# Kishurra
Kishurra fou una ciutat estat sumèria de Mesopotàmia, a la vora del riu Purattum, a l'Eufrates mitjà, a mig camí entre Uruk i Nippur, i just 7km al nord de Shuruppak. El seu nom voldria dir "lloc del límit" o "Punt de Frontera". La seva deïtat principal fou Ninurta i després Ishara. Correspon a la moderna Tell Abu Hatab, a la governació d'al-Qadisiyya, a l'Iraq. Els arqueòlegs alemanys (el primer Robert Koldewey el 1902) han trobat nombroses tauletes a l'excavació de Tell Abu Hatab.
Kisurra fou fundada vers el 2700 aC, al II període dinàstic. A Kisurra el canal d'Isnnitum s'unia a l'Eufrates. El rei Itur-Šamaš, vers el 2138 aC, va construir la porta d'Hadi-El i la muralla. Vers el 2113 aC va perdre la seva independència a mans d'Ur. Vers el 2048 aC el rei de Kisurra fou enderrocat per Bur-Sin d'Ur. Urnammu d'Ur va enderrocar a Ibbi-Šamaš el 2013 aC. Després la ciutat va deixar de jugar cap paper rellevant i va subsistir com a centre comercial i de transport a través d'Acàdia i després de l'imperi de Babilònia, declinant en temps d'Hammurabi com mostren les excavacions i les tauletes cuneïformes (vers 1800 aC). En aquell temps (segle xviii aC) és quan s'esmenta com a ciutat independent per darrera vegada.

## Reis
- Itur-Šamaš, vers 2138 aC
- Manabaltiel vers 2123 aC
- Šarrasyurrm vers 2108 aC
- Ubaya vers 2093 aC
- Zikrum vers 2078 aC
- Ibbi-Šamaš vers 2030-2013 aC